# Polypodium plesiosorum
El helecho milpiés común (Polypodium plesiosorum) es un helecho, miembro de la familia Polypodiaceae; el nombre Polypodium, significa “muchos pies” haciendo referencia a las pinas que integran las láminas.

## Clasificación y descripción
Rizoma: rastrero, de entre 5 y 10 mm de diámetro, con escamas café rojizas con márgenes claros;  frondes: de 25 a 75 cm de largo; pecíolo: de 1/3 a 1/2 del largo de la fronda, de color café rojizo y sin pelillos; lámina: pinnada, de forma ampliamente oblonga, de 15 a 50 cm de ancho; pinnas: de 2 a 11 pares, angostamente oblongas, sésiles, sus bases son cuneadas, márgenes con dientecillos cortos; soros: redondeados con una hilera a cada lado de la vena central de la pinna; indusio: ausente.

## Distribución
Desde el noreste de México hasta Centroamérica, no ocurre en la península de Yucatán o de Baja California, tampoco en los estados del noroeste del país.

## Ambiente
Terrestre, epífito o sobre rocas, en bosques húmedos con encinos, pinos y mixtos.

## Estado de conservación
No se encuentra sujeta a ningún estatus de conservación.